# 야마시라이시촌
야마시라이시촌(山白石村)은 후쿠시마현 이시카와군에 있던 촌이다.

## 지리
- 아부쿠마 고원에 위치한 마을은 산이 많은 지형이다.
- 현재의 아사카와정 북서부에 해당한다.

## 역사
- 1889년 4월 1일 - 정촌제 시행에 의해 5촌이 합병해 이시카와군 야마시라이시촌이 성립하였다.
- 1954년 10월 1일 - 야마시라이시촌은 아사카와정과 합병해, 아사카와정이 성립하여, 동일 야마시라이시촌이 소멸하였다.

## 인구
- 1907년 1,080
- 1920년 1,034
- 1947년 1,423

## 참고문헌
- 角川日本地名大辞典編纂委員会『角川日本地名大辞典 7 福島県』、角川書店、1981年 ISBN 4-04-001070-1
- 日本加除出版株式会社編集部『全国市町村名変遷総覧』、日本加除出版、2006年、ISBN 4-8178-1318-0